# Rosario Dawson

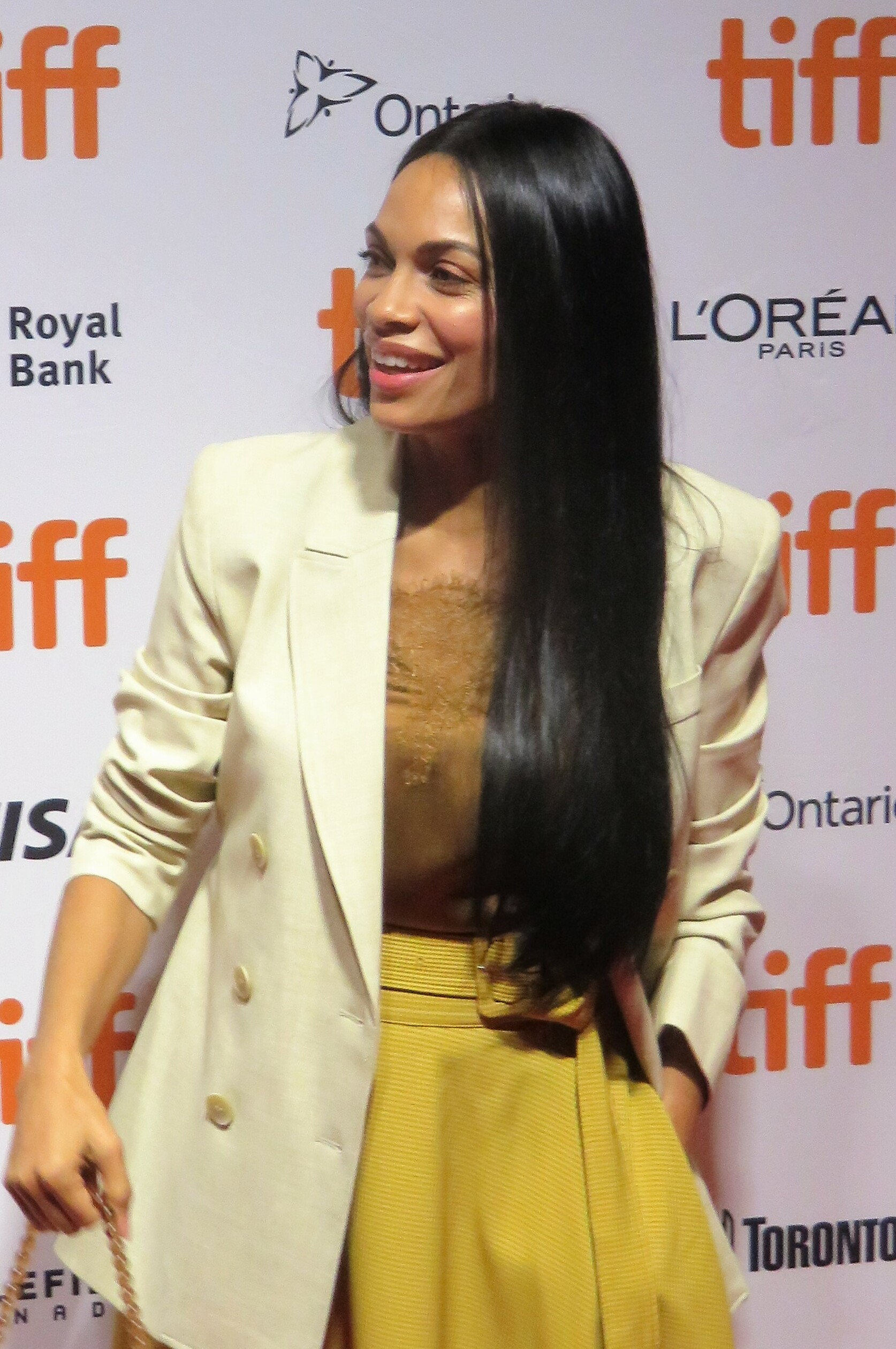
Rosario Dawson (2019)

Rosario Isabel Dawson (ur. 9 maja 1979 w Nowym Jorku) – amerykańska aktorka i piosenkarka. Wystąpiła m.in. w filmach Sin City: Miasto grzechu i Grindhouse: Death Proof.

## Filmografia

### Filmy
- Dzieciaki (Kids, 1995)
- Gra o honor (He Got Game, 1998)
- Nowojorczycy (Side Streets, 1998)
- Zbuntowana klasa (Light It Up, 1999)
- Tam gdzie ty (Down to You, 2000)
- King of the Jungle (2000)
- Sidewalks of New York (2001)
- Josie i Kociaki (Josie and the Pussycats, 2001)
- Chelsea Walls (2001)
- Środa popielcowa (Ash Wednesday, 2002)
- Faceci w czerni II (Men In Black II, 2002)
- Pluto Nash (The Adventures of Pluto Nash, 2002)
- 25. godzina (25th Hour, 2002)
- Pierwsze 20 milionów (The First $20 Million Is Always the Hardest, 2002)
- Love in the Time of Money (2002)
- World VDAY (V-Day: Until the Violence Stops, 2003, dokumentalny)
- This Girl's Life (2003)
- Pierwsza strona (Shattered Glass, 2003)
- Witajcie w dżungli (The Rundown, 2003)
- Aleksander (2004)
- This Revolution (2004)
- Sin City: Miasto grzechu (2005)
- Rent (2005)
- Clerks – Sprzedawcy II (Clerks – Sprzedawcy II, 2006)
- Wszyscy twoi święci (A Guide to Recognizing Your Saints, 2006)
- Grindhouse: Death Proof (2007)
- Descent (2007)
- Explicit Ills (2008)
- Eagle Eye (2008)
- Siedem dusz (Seven Pounds, 2008)
- Killshot (2009)
- Percy Jackson i bogowie olimpijscy: Złodziej pioruna (2010)
- Niepowstrzymany (Unstoppable, 2010)
- The Zookeeper (2010)
- Trans (Trance, 2013)
- Pojmani (The Captive, 2014)
- Sin City 2: Damulka warta grzechu (Sin City: A Dame to Kill For, 2014)

### Seriale
- Gemini Division (2008) jako Anna Diaz
- Daredevil (2015–2018) jako Claire Temple
- Jessica Jones (2015–2019) jako Claire Temple
- Luke Cage (2016–2018) jako Claire Temple
- Iron Fist (2017) jako Claire Temple
- Defenders (2017) jako Claire Temple
- Jane the Virgin (2018–2019) jako Jane Ramos
- W matni (Briarpatch[1], 2019–2020) jako Allegra Dill
- The Mandalorian (2020) jako Ahsoka Tano
- Lekomania (2021) jako Bridget Meyer[1]
- Księga Boby Fetta (2022) jako Ahsoka Tano[2]
- DMZ[1] (2022) jako Alma Ortego
- Star Wars: Ahsoka (2023)  jako Ahsoka Tano

## Nagrody i nominacje
- ALMA Awards

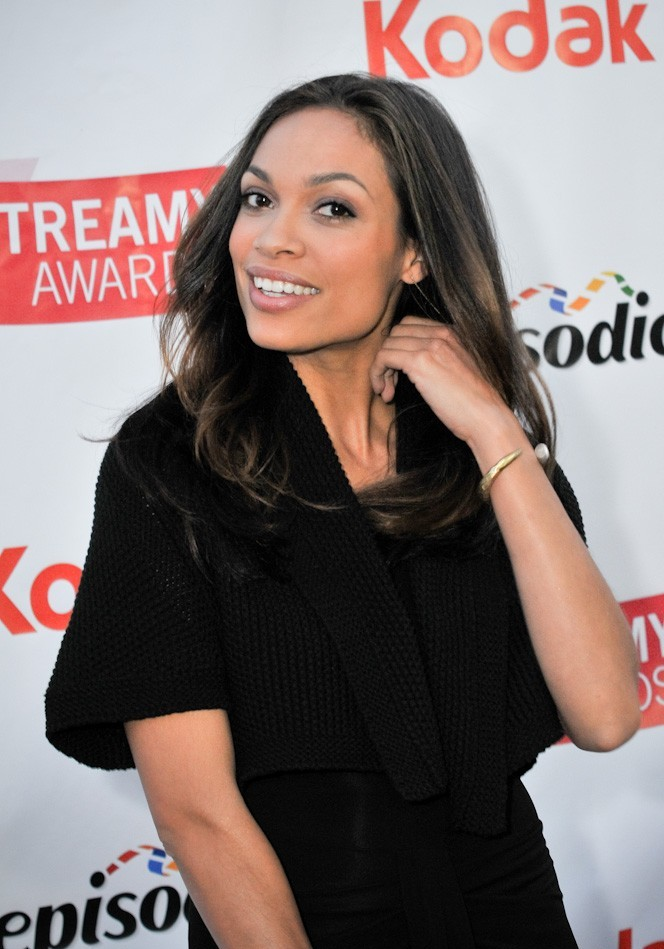
Rosario Dawson (Streamy Awards 2009)

  - 2006, Outstanding Supporting Actress in a Motion Picture (za rolę w filmie Rent) nominacja
- American Black Film Festival
  - 2004, Rising Star Award (wygrana)
- Black Movie Awards
  - 2006, Outstanding Performance by an Actress in a Supporting Role (za rolę w filmie Rent) nominacja
- Black Reel Awards
  - 2000, Najlepsza aktorka (za rolę w filmie Zbuntowana klasa) nominacja
  - 2003, Najlepsza aktorka drugoplanowa (za rolę w filmie 25. godzina) nominacja
  - 2006, Najlepsza aktorka (za rolę w filmie Rent) nominacja
  - 2006, Best Ensemble (za rolę w filmie Rent) nominacja
  - 2006, Najlepsza aktorka drugoplanowa (za rolę w filmie Sin City) nominacja

- Broadcast Film Critics
  - 2006, Najlepsza piosenka (w filmie Rent) „Seasons of Love” nominacja
- Image Awards
  - 2000, Outstanding Actress in a Motion Picture (za rolę w filmie Zbuntowana klasa) nominacja
  - 2006, Outstanding Actress in a Motion Picture (za rolę w filmie Rent) nominacja
- MTV Movie Awards
  - 2006, Najlepszy pocałunek (w filmie Sin City) nominacja